# Daniel Stålhammar (praktiserande läkare)
Daniel Stålhammar, född 5 januari 1901 i Korsberga församling i Jönköpings län, död 25 februari 1978 i Vrigstads församling i Jönköpings län, var en svensk läkare och tandläkare.
Stålhammar tillhörde den adliga ätten Stålhammar. Han var son till löjtnanten och Kinamissionären Gustav Adolf Stålhammar och Mina Svensson. Efter studentexamen i Stockholm 1920 och examen vid Schartaus handelsinstitut 1921 fortsatte han med akademiska studier, blev medicine kandidat i Stockholm 1925 och medicine licentiat 1929 men avlade också tandläkarexamen 1932. Han var tillförordnad provinsialläkare i Skellefteå, Bodens, Gysinge, Vännäs, Skönneruds och Tanums distrikt i kortare perioder 1930–1935, var assistent vid tandläkarinstitut 1931–1933 och hade diverse underläkarförordnanden vid S:t Görans sjukhus i Stockholm 1934–1935. Han var praktiserande läkare och tandläkare i Stockholm 1932–1935, i Rödeby 1935–1938, i Malmö 1938–1941 och slutligen i Vrigstad från 1941.
Daniel Stålhammar gifte sig första gången 1928 med tandläkaren Barbro Kling (1904–1937) och andra gången 1939 med Margit Lindelöw (1910–2002). I första äktenskapet hade han två barn: flygkaptenen Jan Stålhammar (1930–2011) och sjuksköterskan Eva Johnson (född 1932). I andra äktenskapet fick han ytterligare tre barn: läkaren Daniel Stålhammar (1940–2012), sjuksköterskan Karin Hansson (född 1941) och fil. kand.  Margaretha Carlemalm (född 1945).
Han är jämte andra hustrun begravd på Vrigstads kyrkogård.